# Жеребки (Тернопільський район)
Жере́бки — село в Україні, у Підволочиській селищній громаді Тернопільського району Тернопільської області.
До 2015 було центром Жеребківської сільської ради. Від вересня 2015 року увійшло до складу Підволочиської селищної громади.
Населення — 672 особи (2004). Як один населений пункт — від січня 1951. До того часу було 2 села, розділені струмком Бзура: Жеребки Королівські (Великі, 1946—1950 — Перші) та Жеребки Шляхетські (Малі, 1946—1950 — Другі).
Село розташоване біля пагорбів Медоборів. Неподалік від села розташований Жеребківський ботанічний заказник.

## Історія
Поблизу Жеребків виявлено археологічні пам'ятки черняхівської культури, римські монети II століття.
Назва села походить, згідно з однією версією, від слова «жеребці» (мовляв, коли поселилися люди, то розвели жеребців), згідно з другою  — від слова «жереб» (можливо земля, на якій було засноване село, дісталася власнику за жеребом); згідно з третьою — від імені першого поселенця Жеребка та його родини Жеребків; відповідно до четвертої версії — село заснували і назвали на свою честь шляхтичі Жеребецькі.
У селі помітні сліди Княжого тракту — шляху часів Русі.
Найдавніше поселення безпосередньо біля Жеребків, яке відоме від 1464 року, — це Караманда; найвірогідніше, зруйноване татарами, бо вже у XVI столітті про нього немає відомостей.
Перша письмова згадка про Жеребки Шляхетські (назва походить від того, що село було розташоване на землях, які належали шляхті) — 1574 року. Жеребки Королівські заснували на початку XVII століття жителі села Дзвінчики (відоме з 1567 року), яке знищили татари. У Жеребках Шляхетських перша церква була зведена, найімовірніше, у першій половині XVII століття, адже через аварійний стан її розібрали в 1808 року. Першу (дерев'яну) церкву в Жеребках Королівських збудували у 1711 році (зруйнована 1984 року).
У 1717 році житель села Янковський придбав для себе на ринку в містечку Сатанові (нині Хмельницька область) Євангеліє, яке виявилося цінною та рідкісною пам'яткою (рукопис середини XV століття; нині зберігається в Національному музеї у Львові).
Школа відома з 1787 року (за даними Йосифинської метрики). У 1914 році в обох Жеребках було майже 1800 мешканців. Значна частина мешканців емігрувала (загалом у 20 країн світу). «Просвіта» у Жеребках Шляхетських заснована 1898 року, у Жеребках Королівських — 1904 року. У 1920—1930-х роках діяли також товариства «Сільський господар», «Союз українок», «Великий луг», «Орли».
У війнах 1914—1920 років загинуло 26 жителів Жеребків, серед них старшини УГА М. Дяків та М. Назаревич. У 1941 та 1944 роках до лав ЧА мобілізована 141 особа, з них загинуло 51. В УПА загинуло 6 осіб, серед них Мар'ян Чайка, Богдан Локшин. У 1940—1952 роках репресовано 40 жителів села, 15 із них загинуло в ув'язненні; депортовано в Сибір 58 осіб.
12 червня 2020 року, відповідно до розпорядження Кабінету Міністрів України  № 724-р «Про визначення адміністративних центрів та затвердження територій територіальних громад Тернопільської області», увійшло до складу Підволочиської селищної громади.
19 липня 2020 року, в результаті адміністративно-територіальної реформи та ліквідації Підволочиського району, село увійшло до складу новоствореного Тернопільського району.

## Населення
Згідно з переписом УРСР 1989 року чисельність наявного населення села становила 816 осіб, з яких 369 чоловіків та 447 жінок.
За переписом населення України 2001 року в селі мешкали 683 особи. 100 % населення вказало своєю рідною мовою українську мову.

## Символіка

### Герб
Автори — П. Гуцал, С. В. Ткачов.
Затверджений 23 червня 2013 року рішенням № 190 XXIII сесії Жеребківської сільської ради VI скликання. Герб є промовистим.
Щит скошений зліва на лазурове і червоне. На полях дві кінські голови, обернені одна до одної, перша золота з плюмажем, друга срібна з короною. Щит обрамований декоративним картушем i увінчаний золотою сільською короною. 
В гербі відображені назви двох сіл, що нині об'єднані в одне.

## Соціальна сфера
Діють ЗОШ І-ІІ ступ., бібліотека, ФАП.

## Пам'ятки
Є церкви Покрови Пресвятої Богородиці (1912; мурована, відновлена 1990; ПЦУ) та Успіння Пресвятої Богородиці (1930-ті рр.; мурована, добудована 1991; УГКЦ), костьол святих апостолів Петра і Павла (1936; мурований).
Споруджено пам'ятник полеглим у німецько-радянській війні воїнам-односельцям (1966; скульптор П. Кулик). Відновлено 2 символічні могили Борцям за волю України (1990), встановлено 2 «фігури» на честь скасування панщини у 1848 році (поставлені у 1898), а також пам'ятник тверезості (біля церкви Покрови Пресвятої Богородиці), пам'ятний хрест до 425-ліття Жеребків (1999).

## Відомі люди

### Народилися
- Бих Микола Якимович (1889—1944), адвокат, доктор права, діяч УНДО, загинув у радянському концтаборі);
- Гинда Володимир Андрійович (1932—1985) — вчений-геолог, кандидат геолого-мінералогічних наук;
- Гладкий Богдан Іванович (нар. 1942) — кандидат фізико-математичних наук, доцент Київського військового інституту телекомунікацій та інформатизації НТУУ «КПІ»;
- Гладкий Василь Юрійович (1881—1918) — гімназійний викладач, громадський діяч;
- Гладкий Володимир Михайлович (1927—1991) — доктор філологічних наук, професор Тернопільського педінституту (нині — національний педагогічний університет ім. В. Гнатюка)[7];
- Гладкий Павло Васильович (1922—1990) — кандидат філологічних наук, перекладач, доцент Львівського політехнічного інституту (нині Національний університет «Львівська політехніка»);
- Гуцал Петро Зеновійович (нар. 1958) — кандидат історичних наук, доцент кафедри журналістики Тернопільського національного педагогічного університету імені Володимира Гнатюка;
- Лукович Володимир Васильович (нар. 1934) — доктор технічних наук, професор, старший науковий співробітник Інституту математики НАН України (м. Київ);
- Лютий Володимир (нар. 1952) — доктор філософії, проживає в м. Вроцлав (Польща);
- Фігурський Анатолій Володимирович (1956—2006) — господарник, начальник залізничного вокзалу м. Тернопіль;
- Чайка Лев Григорович (нар. 1923) — священник у Канаді, д-р філософії,
- Юрківський Євген Володимирович (1960—2009) — кандидат психологічних наук, профспілковий діяч;
- Ямко Мирон Петрович (нар. 1942) — кандидат технічних наук, доцент Тернопільського державного технічного університету імені Івана Пулюя;

в також військовики:
- підполковник УГА Федорович Володимир Алоїзович (1871—1935), син дідича села;
- поручник УГА Микола Йосипович Назаревич (1890—1920);
- командир сотні УПА Мар'ян Іванович Чайка (1927—1945).

### Мешкали
- кобзар, художник, композитор, поет Михайло Миколайович Баран (1928—2004),
- сотник УГА Микола Григорович Дяків (1895—1919),
- польський художник Антоній Єзерський (1859—1939),
- громадський діяч, доктор права Іван Андрійович Федорович (1811—1871),
- Фурик Фтодось — селянин, політичний та громадський діяч Галичини середини XIX століття, посол до Австрійського парламенту 1848 року.
- поручник УГА, педагог Дмитро Филимонович Чорній (1890—1975).

## Галерея

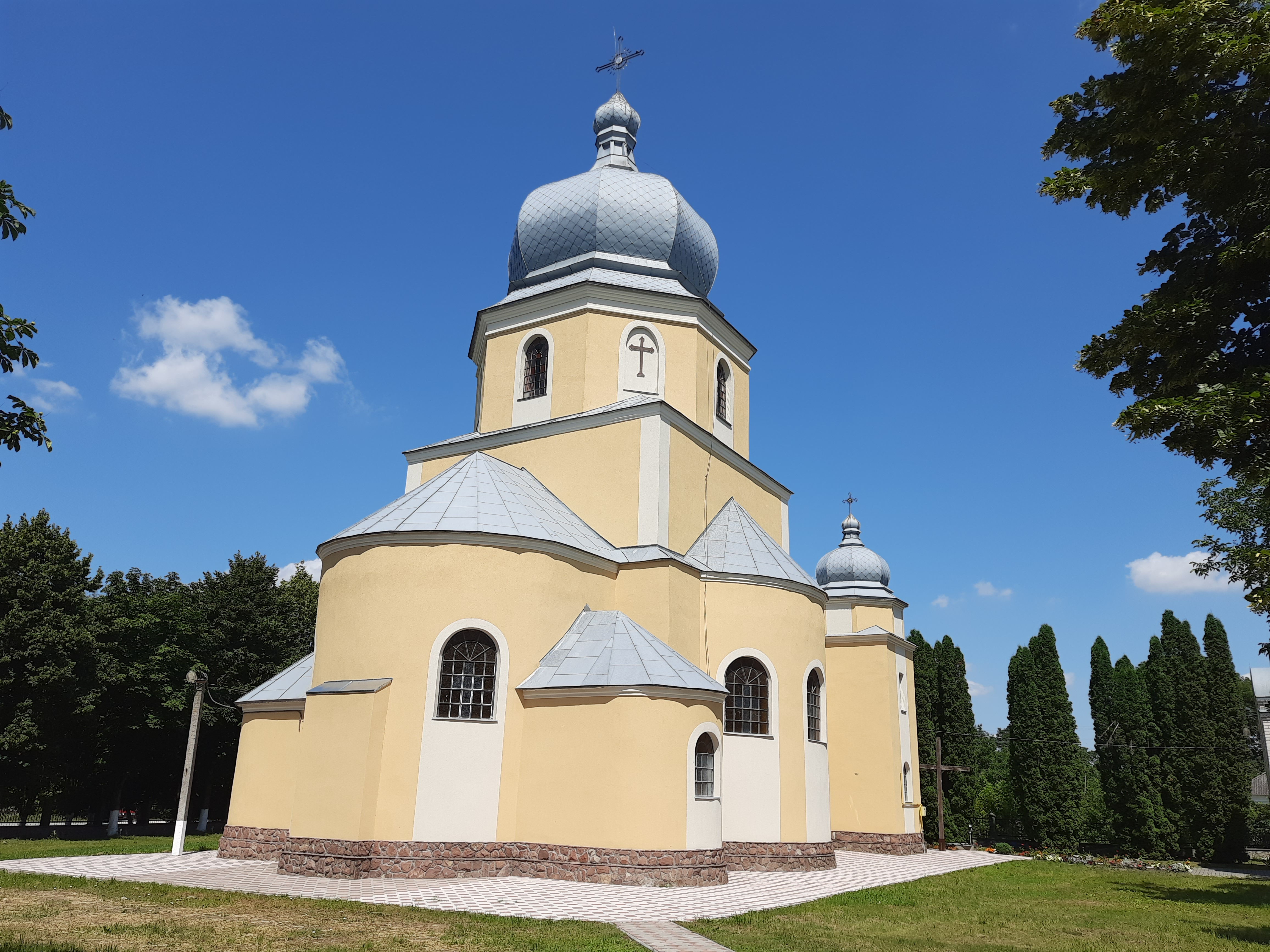
Церква Успіння Пресвятої Богородиці (1930-ті рр УГКЦ)
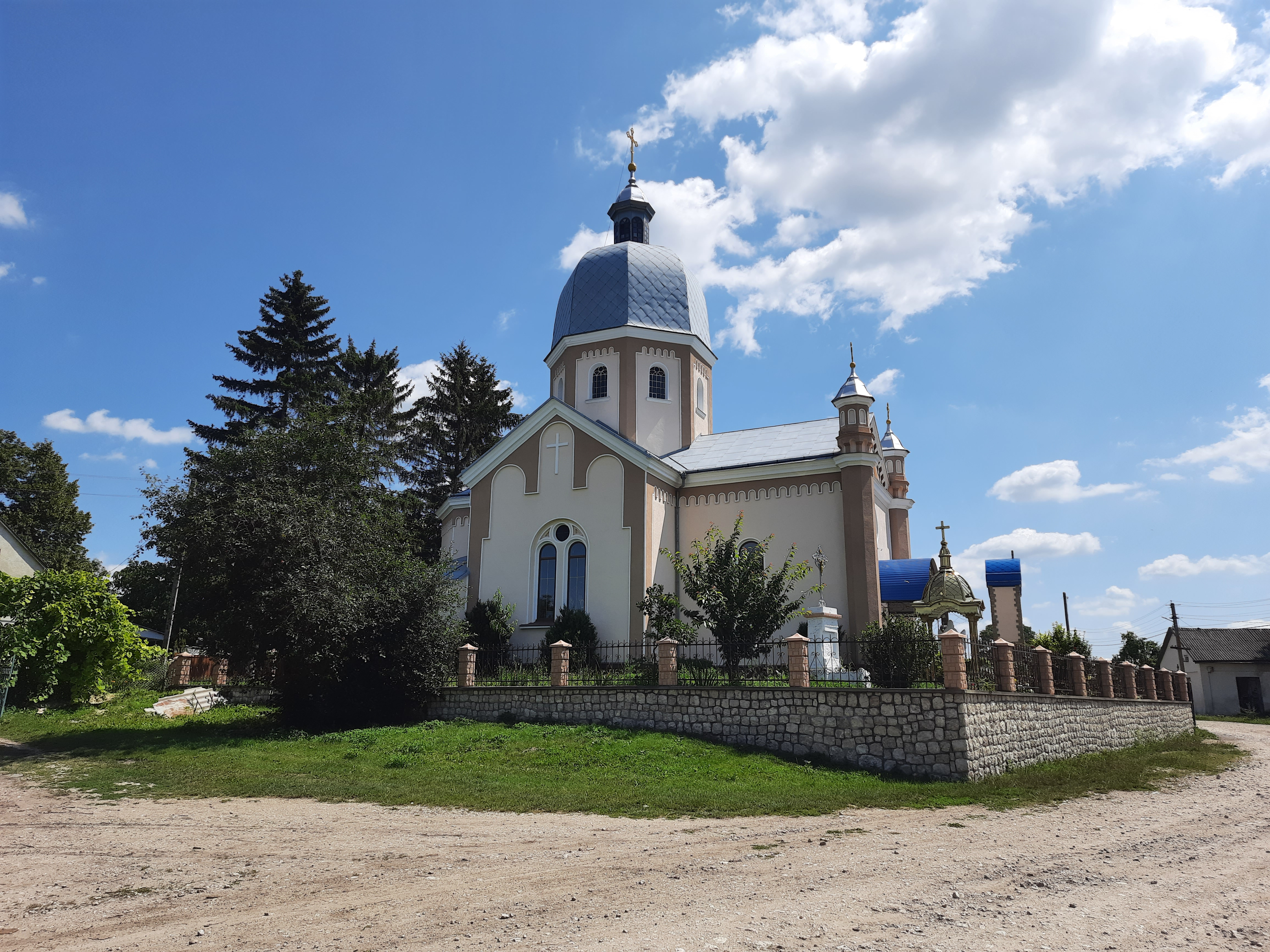
Церква Покрови Пресвятої Богородиці (1912 ПЦУ)
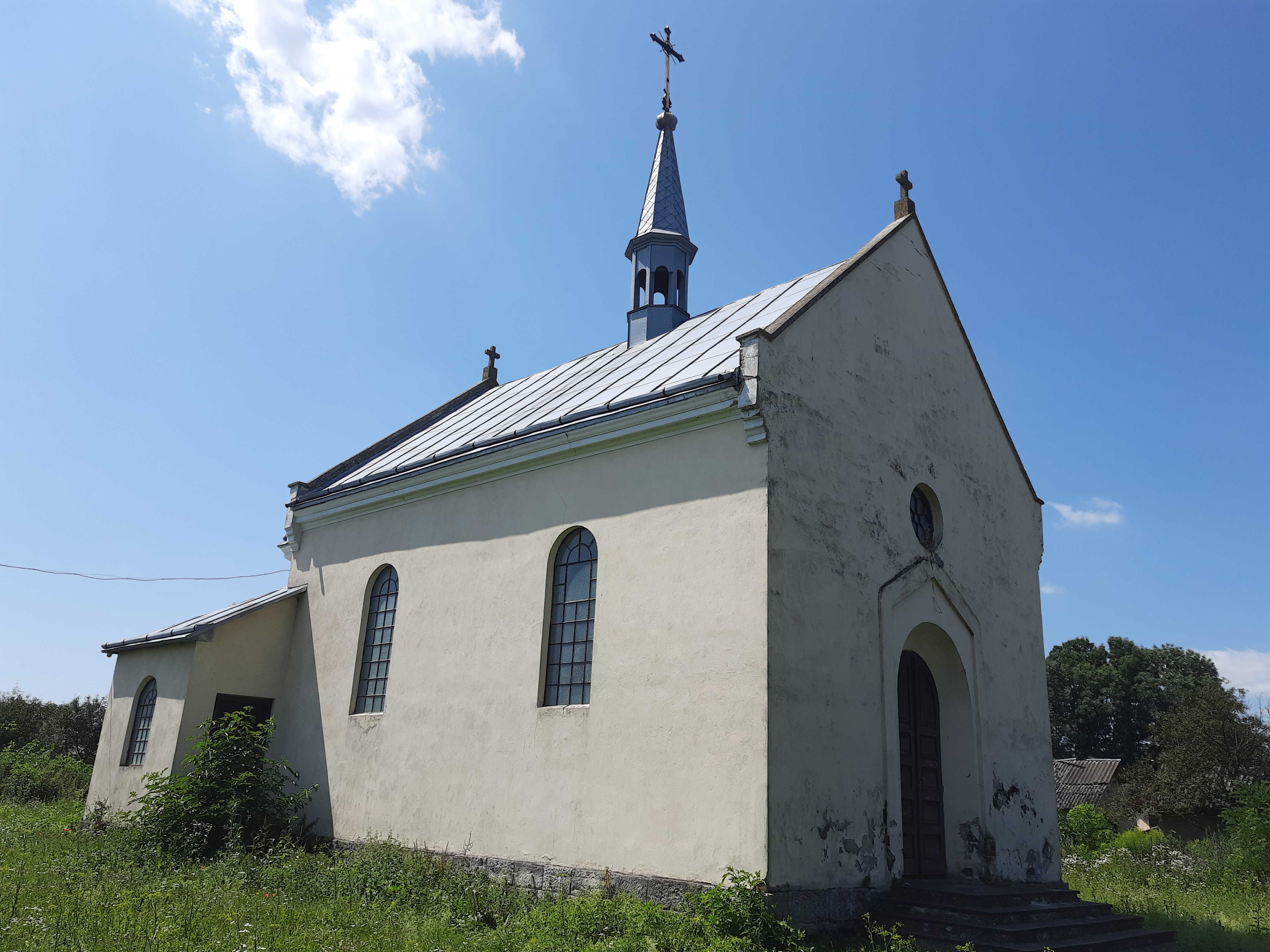
Костел Святих Апостолів Петра і Павла (1936)
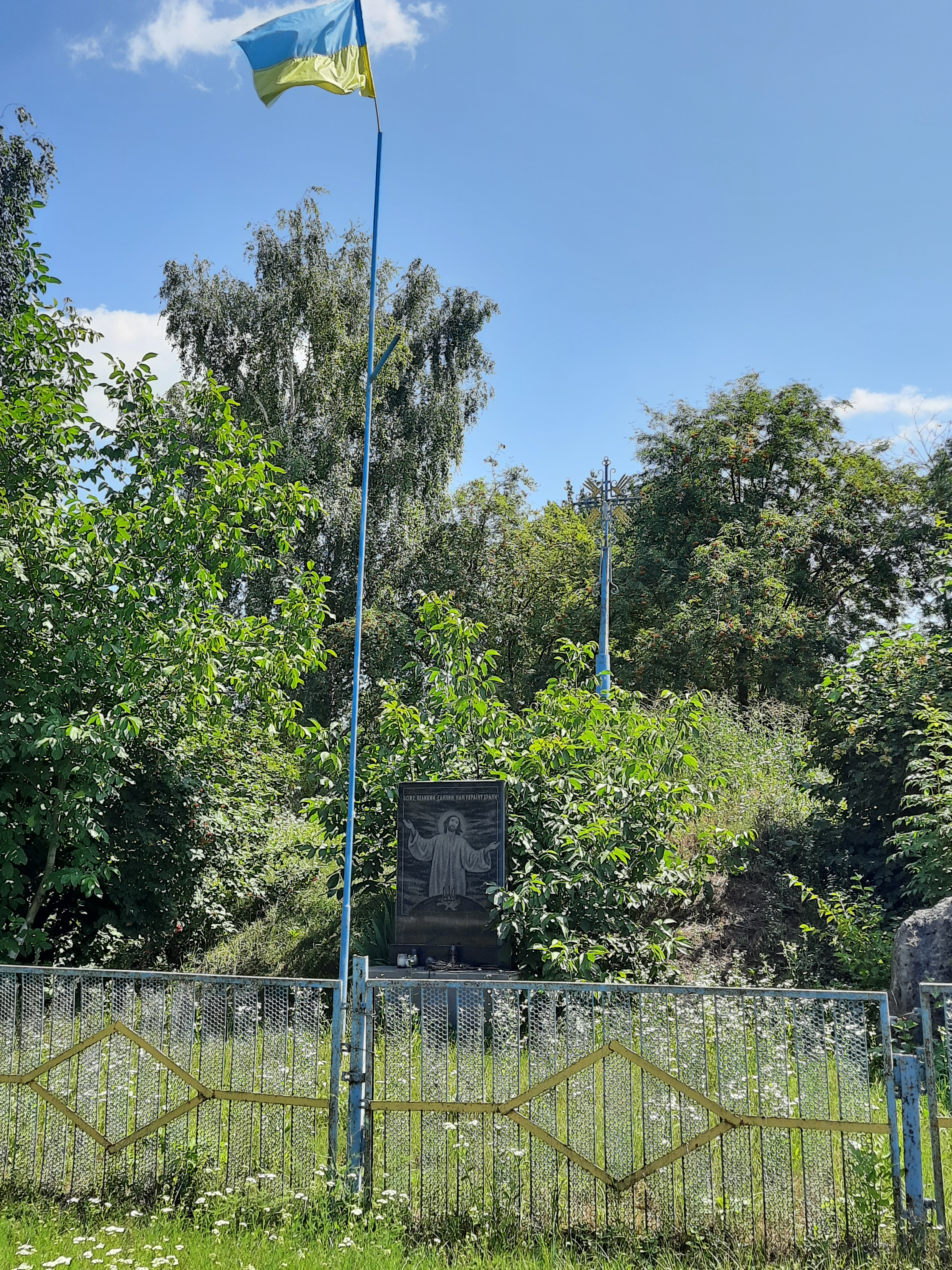
Символічна могила Борцям за волю України
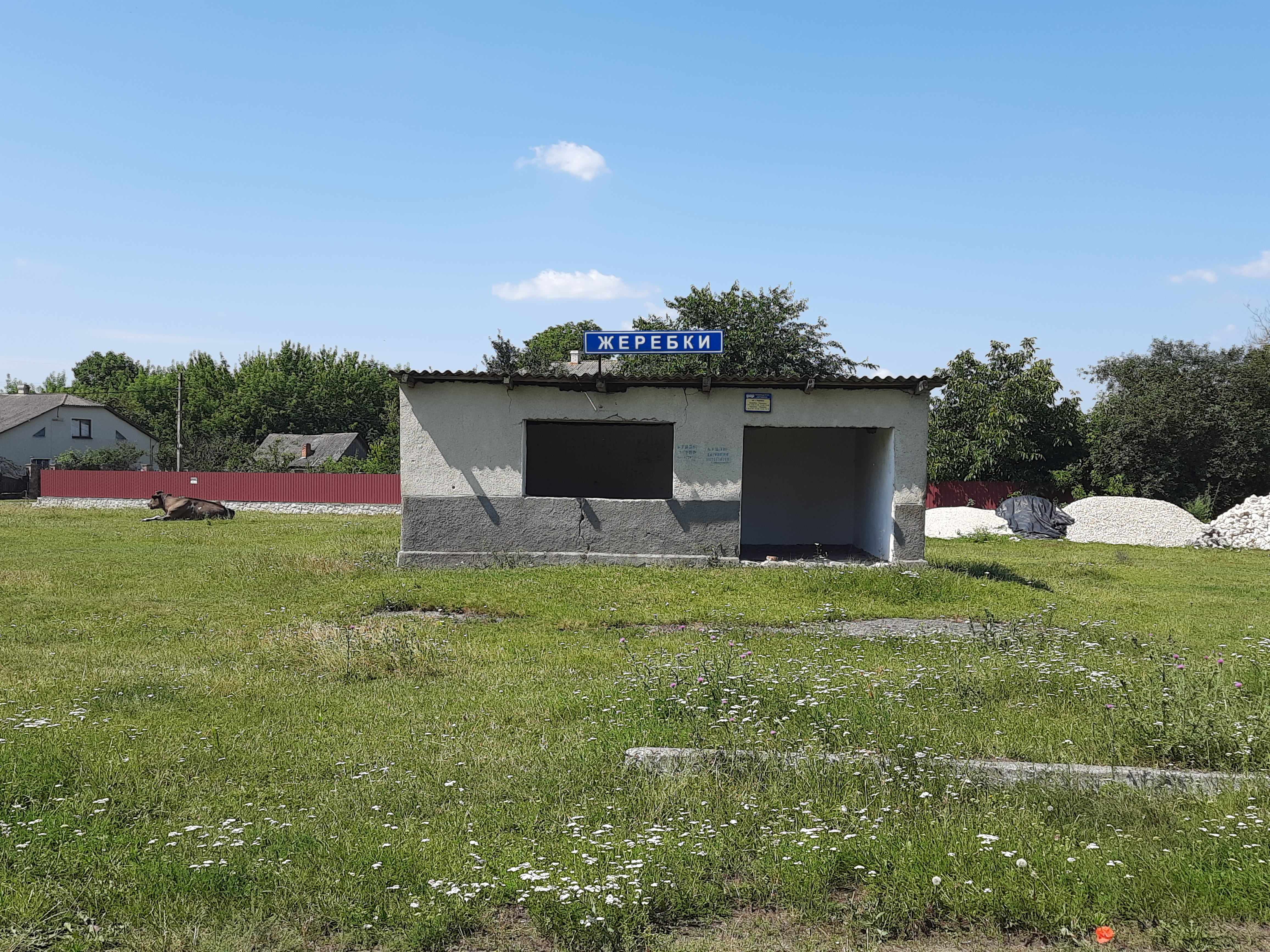
Автобусна зупинка
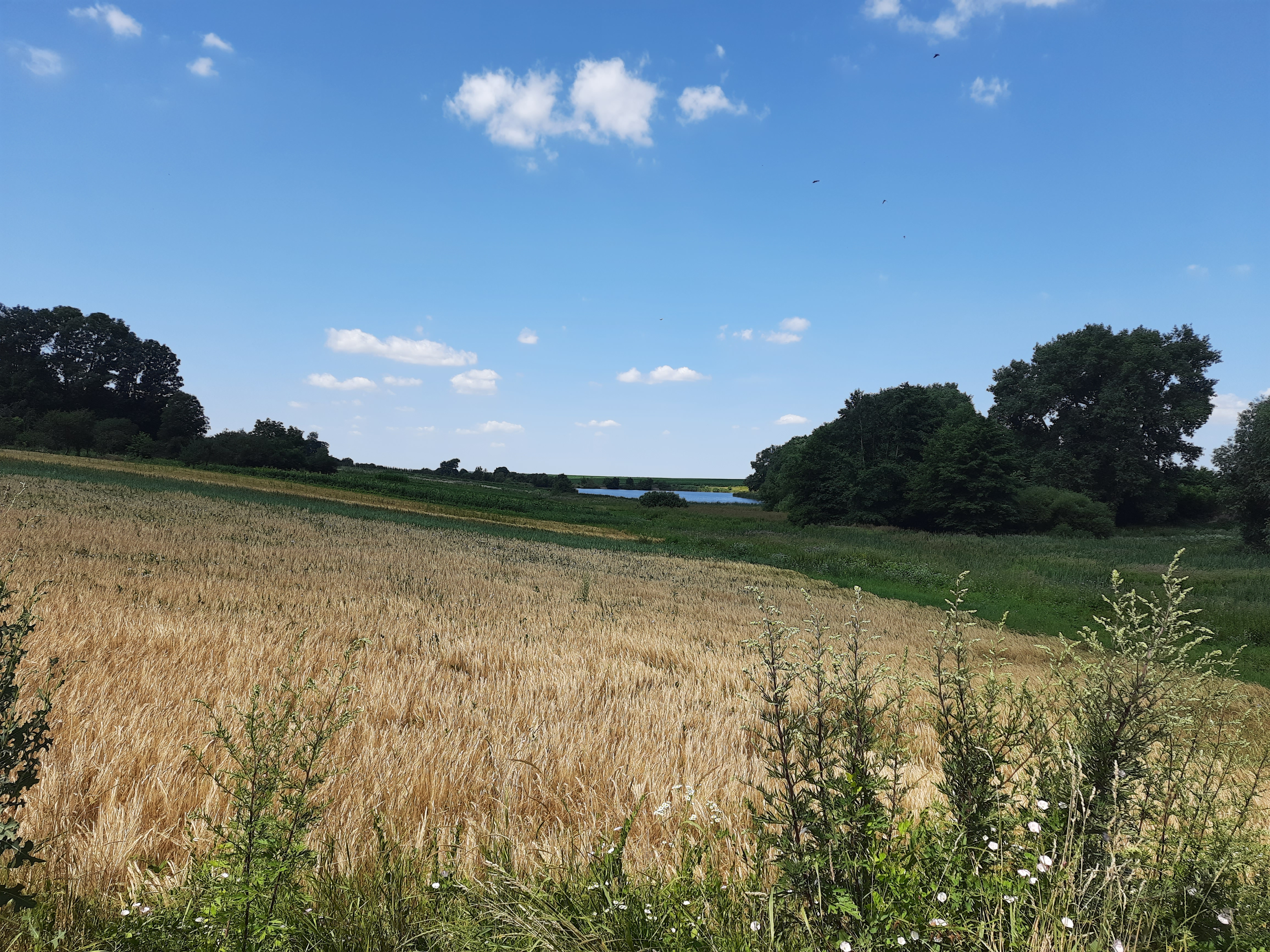
Краєвид біля села
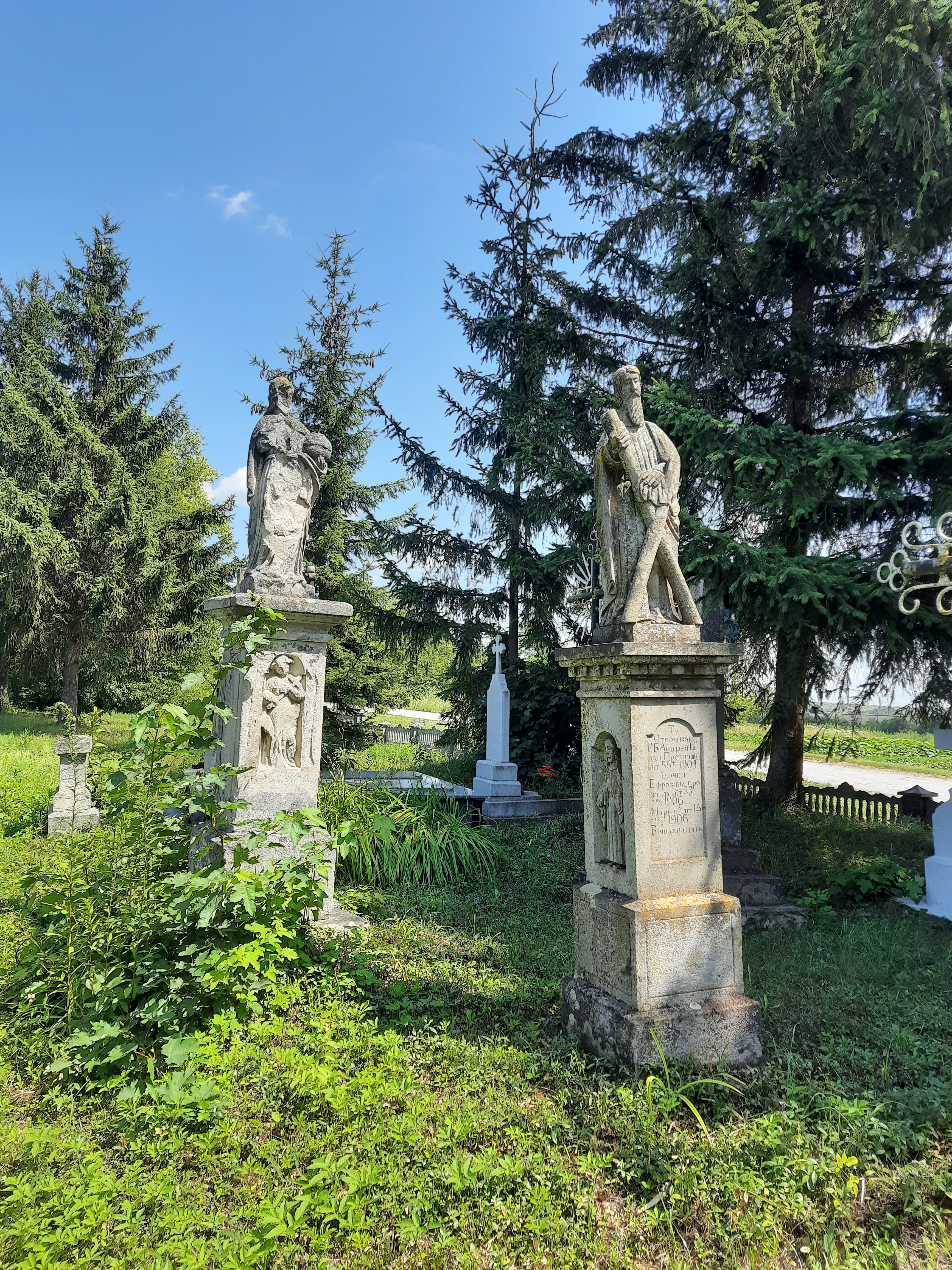
Старий цвинтар